# Mironcillo
Mironcillo ist ein Ort und eine zentralspanische Gemeinde (municipio) mit 112 Einwohnern (Stand: 2024) im Valle de Amblés in der Provinz Ávila in der Autonomen Region Kastilien-León.

## Lage
Der Ort Mironcillo befindet sich in den nördlichen Ausläufern der Sierra de Gredos knapp 25 km südwestlich von Ávila bzw. ca. 134 km nordwestlich von Madrid in einer Höhe von ca. 1125 m ü. d. M. Der Río Fortes fließt nördlich am Ort vorbei. Das Klima im Winter ist kühl, im Sommer dagegen trotz der Höhenlage durchaus warm; die geringen Niederschlagsmengen (ca. 425 mm/Jahr) fallen – mit Ausnahme der nahezu regenlosen Sommermonate – verteilt übers ganze Jahr.

## Bevölkerungsentwicklung
| Jahr      | 1857 | 1900 | 1950 | 2000 | 2017 |
| Einwohner | 239  | 293  | 468  | 138  | 93   |

Der Bevölkerungsrückgang seit den 1950er Jahren ist im Wesentlichen auf die Mechanisierung der Landwirtschaft und den damit einhergehenden Verlust an Arbeitsplätzen zurückzuführen.

## Wirtschaft
Das wirtschaftliche Leben von Mironcillo ist in hohem Maße agrarisch orientiert – früher wurden Getreide, Weinreben etc. zur Selbstversorgung angepflanzt; Gemüse stammte aus den Hausgärten. Viehzucht (früher hauptsächlich Schafe und Ziegen, heute zumeist Rinder) wurde ebenfalls betrieben. Im Ort selbst haben sich Kleinhändler, Handwerker sowie Dienstleister aller Art angesiedelt. Mittlerweile spielt auch der ländliche Tourismus (turismo rural) eine immer bedeutsamer werdende Rolle für das Wirtschaftsleben der Gemeinde.

## Geschichte
Über die ältere Geschichte von Mironcillo ist nur wenig bekannt, doch beweist die auf dem Gebiet des Nachbarorts Solosancho gelegene keltische (vielleicht vettonische) Höhenfestung Castro de Ulaca eine frühe Besiedlung der Region. Römische und westgotische Zeugnisse fehlen. Im 8. Jahrhundert überrannten die Mauren das Gebiet; von Siedlungen ist jedoch nichts bekannt. Im 11. Jahrhundert wurde die Gegend – wahrscheinlich gewaltlos – von den Christen zurückerobert (reconquista) und wiederbesiedelt (repoblación). In einem Dokument des Jahres 1250 wird eine Großgemeinde mit Namen Valle Amblés genannt, zu der auch der namentlich jedoch nicht genannte und vielleicht noch nicht existente Ort Mironcillo gehörte. Aus dem Jahr 1414 stammt die erste namentliche Erwähnung des Ortes.

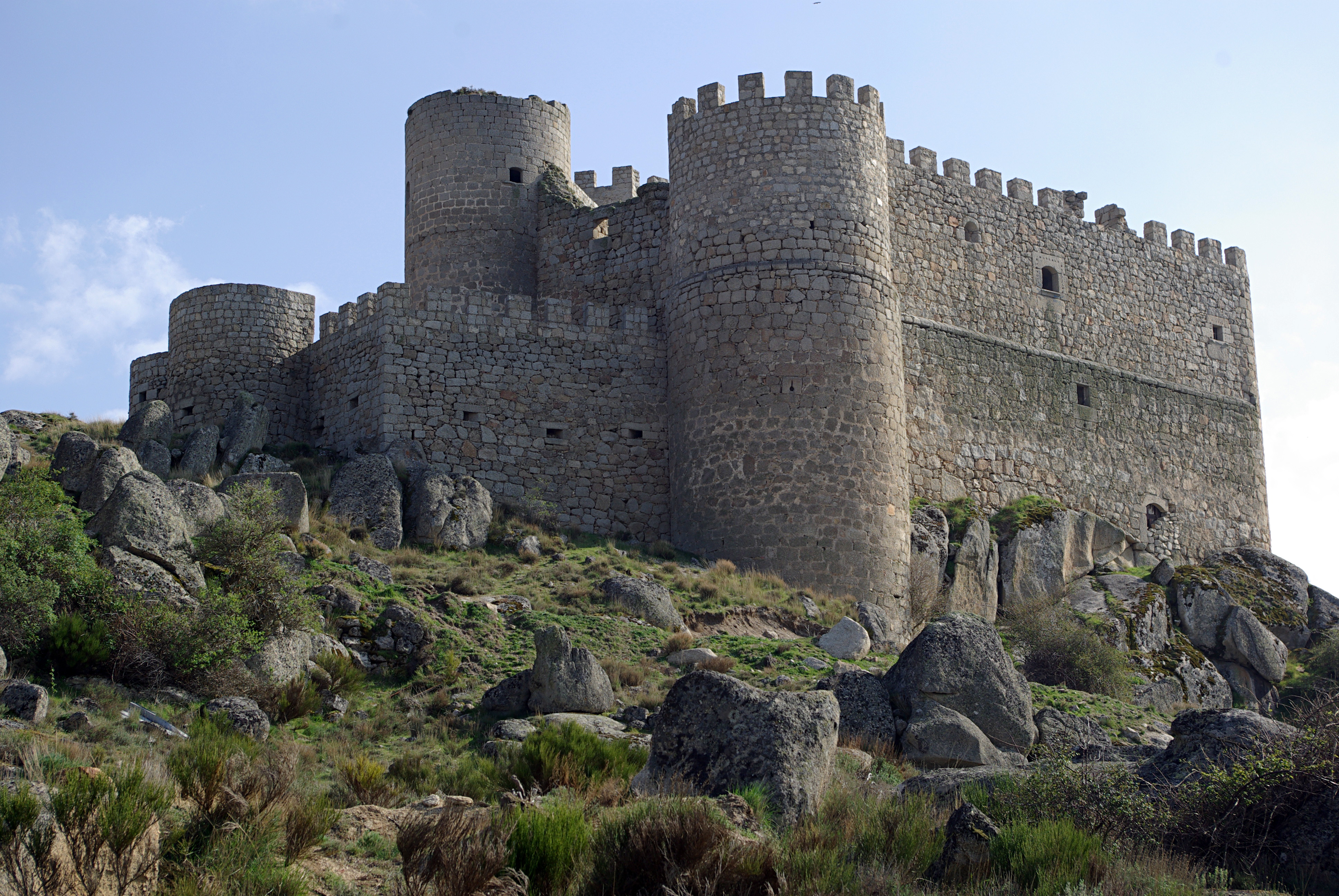
Castillo de Aunqueospese

## Sehenswürdigkeiten
- Die schlichte Kirche San Sebastián stammt aus dem 16. Jahrhundert und ist aus größeren Feldsteinen gemauert. Die Apsis ist polygonal gebrochen; über der Westfassade befindet sich ein zweigeteilter Glockengiebel (espadaña). Im Innern der einschiffigen Kirche beeindrucken eine Artesonado-Holzdecke mit Zugankern und eine hölzerne Tribüne im Westen.[5][6]

Umgebung
- Auf einer ca. 1360 m hohen Anhöhe aus mächtigen Granitblöcken knapp 3 km südwestlich des Ortes erhebt sich das um 1500 – eventuell auf älteren Grundmauern – erbaute und Ende des 20. Jahrhunderts restaurierte Castillo de Aunqueospese (auch Manqueospese). Die Burg verfügt sowohl über gerade als auch über (halb)runde Bauteile; der ehemals geschlossene Zinnenkranz ist nur zum Teil erhalten.[7]